# 常熟翁氏故居
31°38′34″N 120°44′14″E / 31.64278°N 120.73722°E
常熟翁氏故居位于中国江苏省常熟市城区翁家巷门，是典型的江南官绅宅第建筑，1982年以“翁心存故居”之名列为常熟市文物保护单位，其主厅“綵衣堂”于2001年被列为第四批全国重点文物保护单位。现已辟为翁同龢纪念馆。

## 历史
翁氏故居始建于明代，原为桑氏所有，隆庆年间为严澂所有，后数易其主。清道光十三年（1833年），翁心存从仲氏购得，其子翁同龢等在此成长。总占地约6000平方米，建筑面积约3000平方米。綵衣堂为明晚期建筑，位于翁氏故居主轴线第三进，为故居的主厅，原称“森桂”，后改称“丛桂”，翁心存改建后改称綵衣堂，取二十四孝老莱子衣彩娱亲之意。綵衣堂为五架梁并轩前后廊九椽屋，面阔三间，硬山顶，面积235平方米，堂内梁柱等处的彩绘具有很高的艺术价值，是苏式彩绘的代表作。